# Stereohypnum sordidum
Stereohypnum sordidum là một loài Rêu trong họ Hypnaceae. Loài này được (Renauld & Cardot) M. Fleisch. mô tả khoa học đầu tiên năm 1908.